# 白云寺 (辉县)
白云寺位于河南省辉县市薄壁镇东北方向，太行山麓。始建于唐朝年间，寺内有银杏树五棵，年代久远，数人抱不及。庙宇数间，其建筑年代不详，其中正殿曾修筑两次。1963年公布为河南省文物保护单位，2006年公布为全国重点文物保护单位。
主要景点有：白云寺、唐银杏树、普照大禅师石塔、风水塔、五百罗汉碑、金沙、银沙泉、元极寺、龙浴寺、袁氏山庄、龙口风门等。